# رونالد مک‌دوگال
رونالد مک‌دوگال (انگلیسی: Ranald MacDougall؛ ۱۰ مارس ۱۹۱۵ – ۱۲ دسامبر ۱۹۷۳) یک کارگردان، فیلم‌نامه‌نویس اهل ایالات متحده آمریکا بود.
وی فیلم‌نامه‌نویس فیلم‌هایی همچون تسخیرشده، ما فرشته نیستیم، کلئوپاترا، صحنه وحشت و نقطه فروپاشی بود